# Datsun

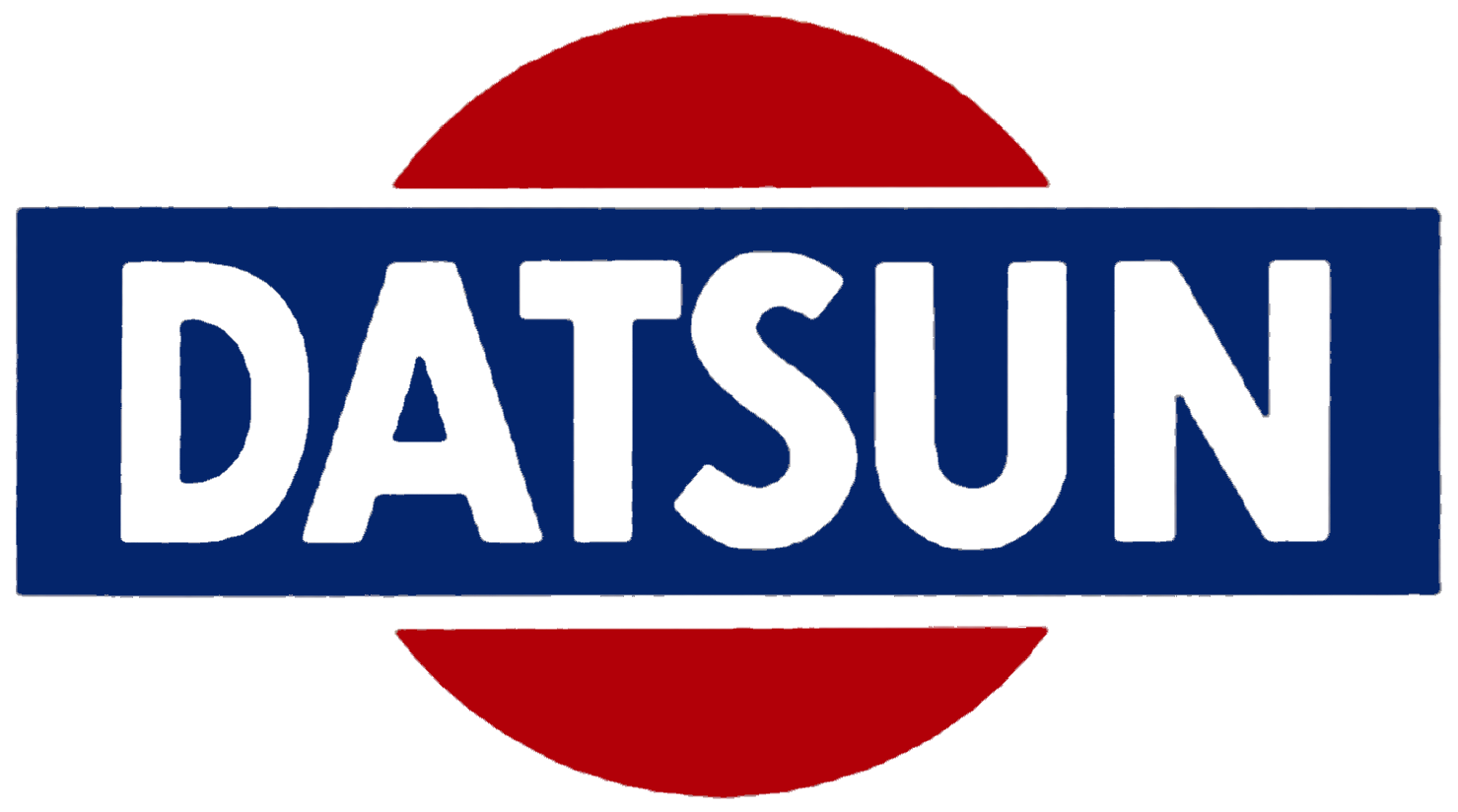
Logo van Datsun

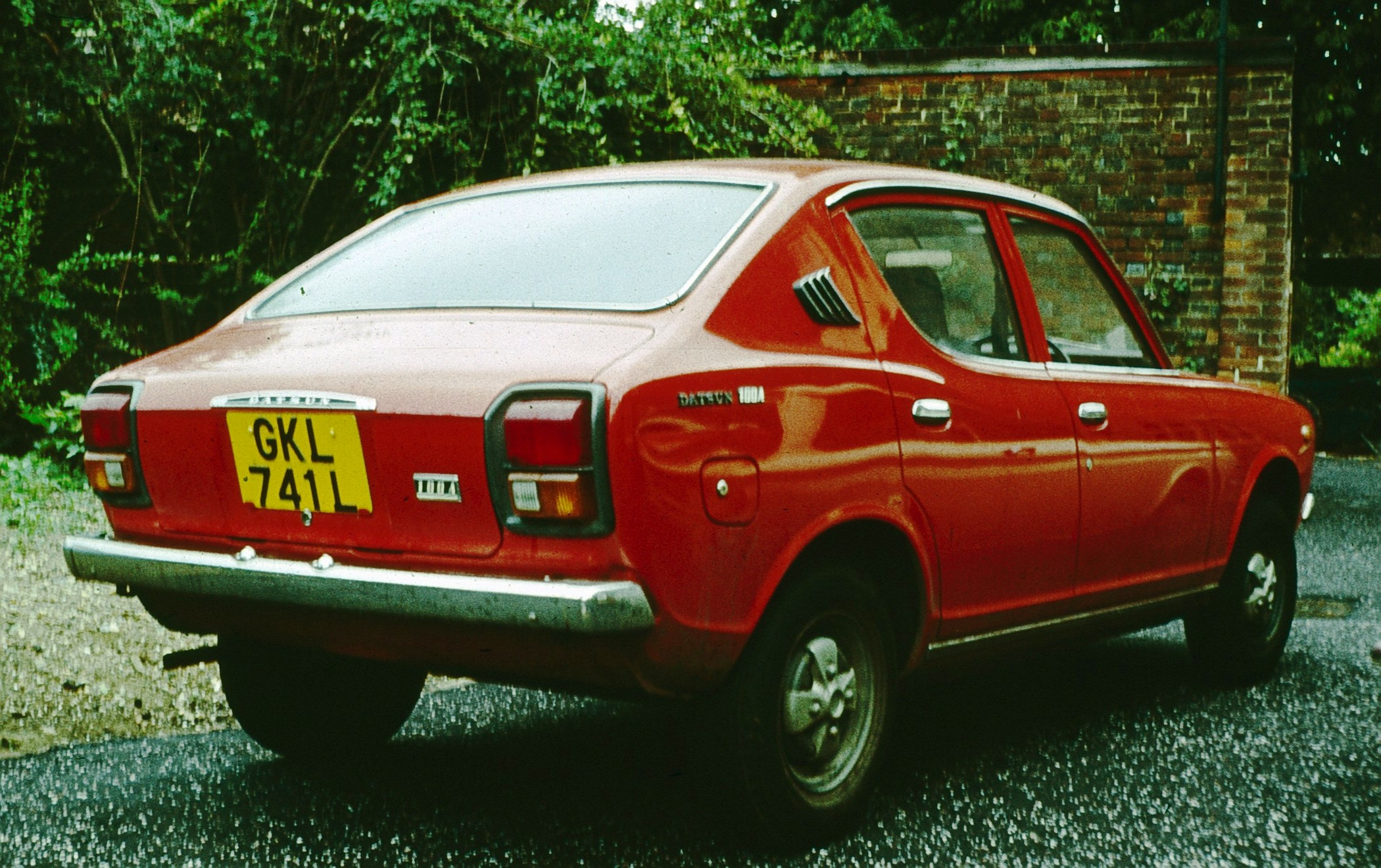
Datsun Cherry (1972)

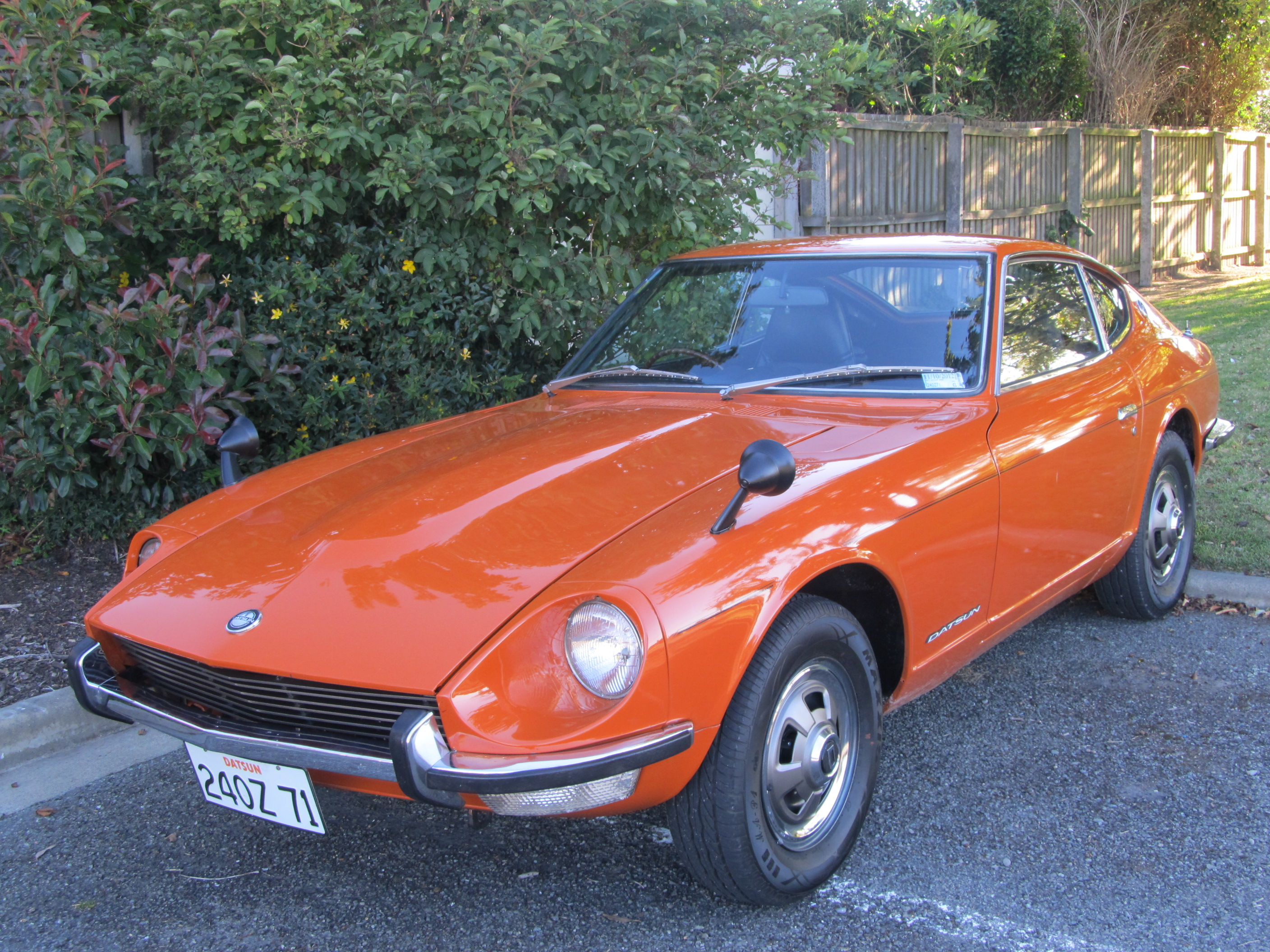
Datsun 240Z coupé (1971)

Datsun was een automerk van de Japanse autofabrikant Nissan Motor.

## Geschiedenis
In 1911 werd in Tokio het bedrijf Kwaishinisha Motorcar Works opgericht. Drie jaar later ging de eerste auto in productie, de DAT. DAT was een acroniem van de achternamen van de bedrijfspartners: Kenjiro Den (田 健次郎 Den Kenjirō), Rokuro Aoyama (青山 禄朗 Aoyama Rokurō) en Meitaro Takeuchi (竹内 明太郎 Takeuchi Meitarō).
In 1918 werd Kwaishinisha Motorcar Works hernoemd in Kwaishinisha Motorcar Works Co. en in 1925 in DAT Motorcar Co.. Het volgende jaar vond er een fusie plaats met 'Jitsuyo Jidosha Co.', een bedrijf uit Osaka. 
De holding Nihon Sangyo werd opgericht in 1928, waarvan de naam vrij vertaald "Japans industrieën" betekent. Vandaaruit ontstond de naam Nissan, die diende als afkorting van het bedrijf op de Tokyo Stock Exchange.
In 1931 noemde Dat Motorcar Co. zijn nieuwe kleine model "Datson", een naam die moest aangeven dat de nieuwe auto kleiner was dan het automodel dat reeds door DAT geproduceerd werd. Later zou deze naam veranderd worden in Datsun omdat "son" ook "verlies" (損 son) betekent in het Japans.
De naam Datsun werd internationaal bekend door de Z-serie sportwagens en de compacte Cherry. Van 1958 tot 1986 kregen alleen Nissan-auto's voor exportmarkten de aanduiding Datsun. In maart 1986 had Nissan de merknaam Datsun uitgefaseerd maar introduceerde het in juni 2013 opnieuw als merk voor goedkope auto's, geproduceerd voor opkomende markten. In 2022 kwam er na nog geen tien jaar opnieuw een einde aan het merk Datsun.

## Herintroductie
Op 20 maart 2012 werd bekendgemaakt dat Nissan het Datsun-merk zou doen herleven als een goedkoop automerk voor gebruik in Indonesië, Zuid-Afrika, India en Rusland. Op 15 juli 2013, bijna drie decennia nadat het was uitgefaseerd, was de naam formeel herrezen. Volgens Nissan zou de betrouwbare reputatie van het merk helpen om marktaandeel te winnen in opkomende markten.

### Modellen
- Datsun Go. De technische basis van Go is de Nissan Micra. Het model werd sinds 2014 eerst in India aangeboden en later ook op andere Aziatische en Afrikaanse markten.
- Datsun Go+. De technische basis van de Go+ is de Nissan Micra. De kleine MPV werd van 2014 tot 2020 in Indonesië aangeboden.
- Datsun on-Do. De technische basis van de on-Do is de Lada Granta. Het model werd van 2014 tot 2020 in Rusland aangeboden.
- Datsun mi-Do. De technische basis van de mi-Do is de Lada Kalina. Het model werd van 2015 tot 2020 in Rusland aangeboden.
- Datsun redi-Go. De technische basis van de redi-Go is het ook voor de Renault Kwid en Dacia Spring gebruikte CMF-A-platform van Renault-Nissan. Het model werd van 2016 tot 2022 in India aangeboden.

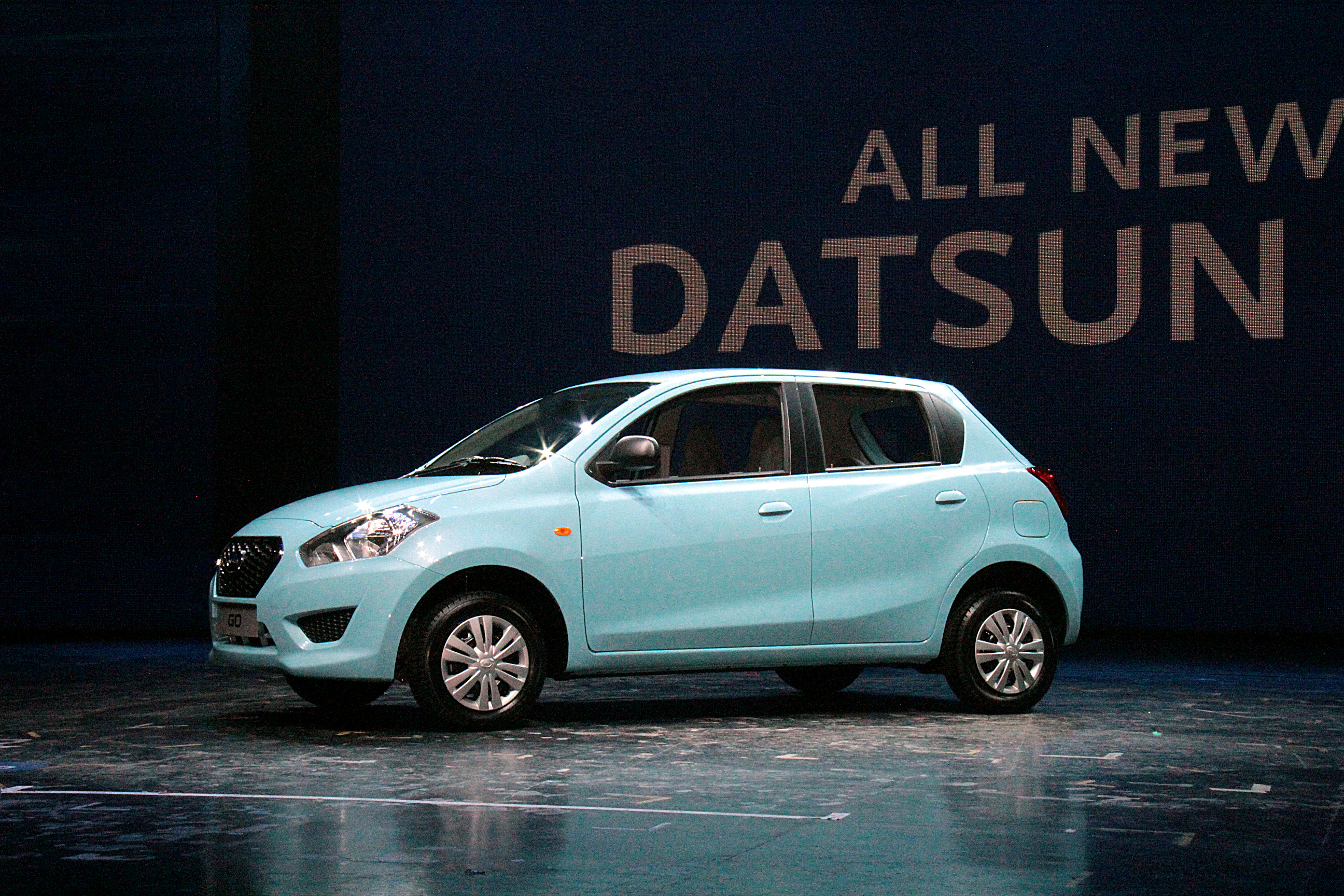
Datsun Go
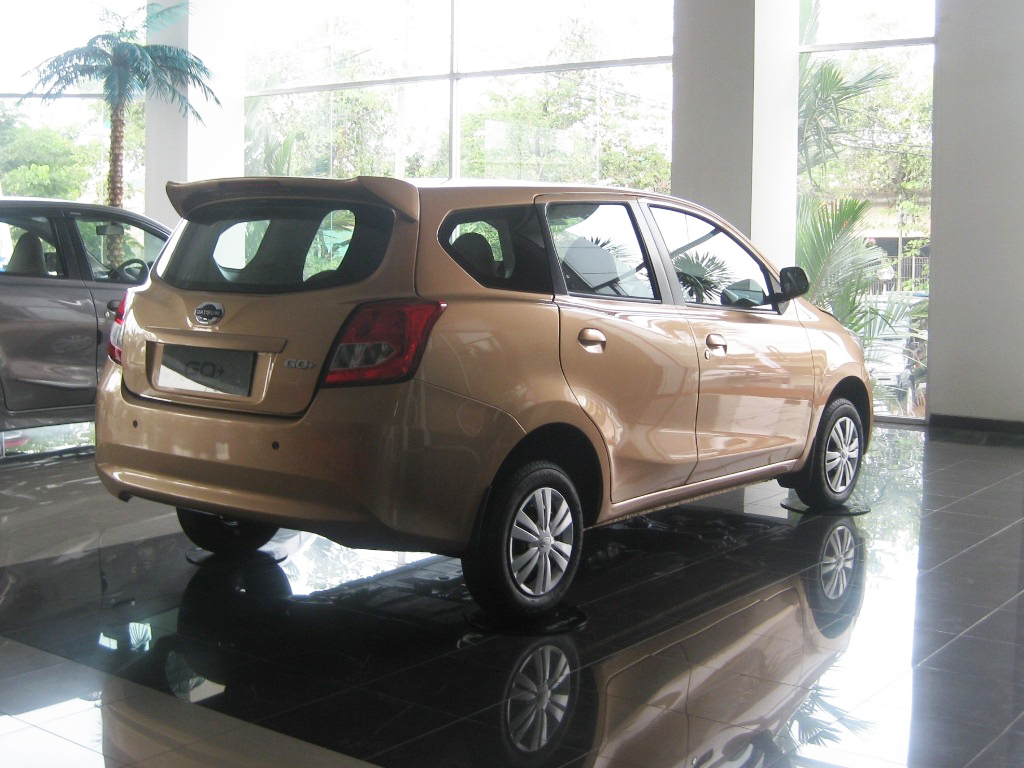
Datsun Go+
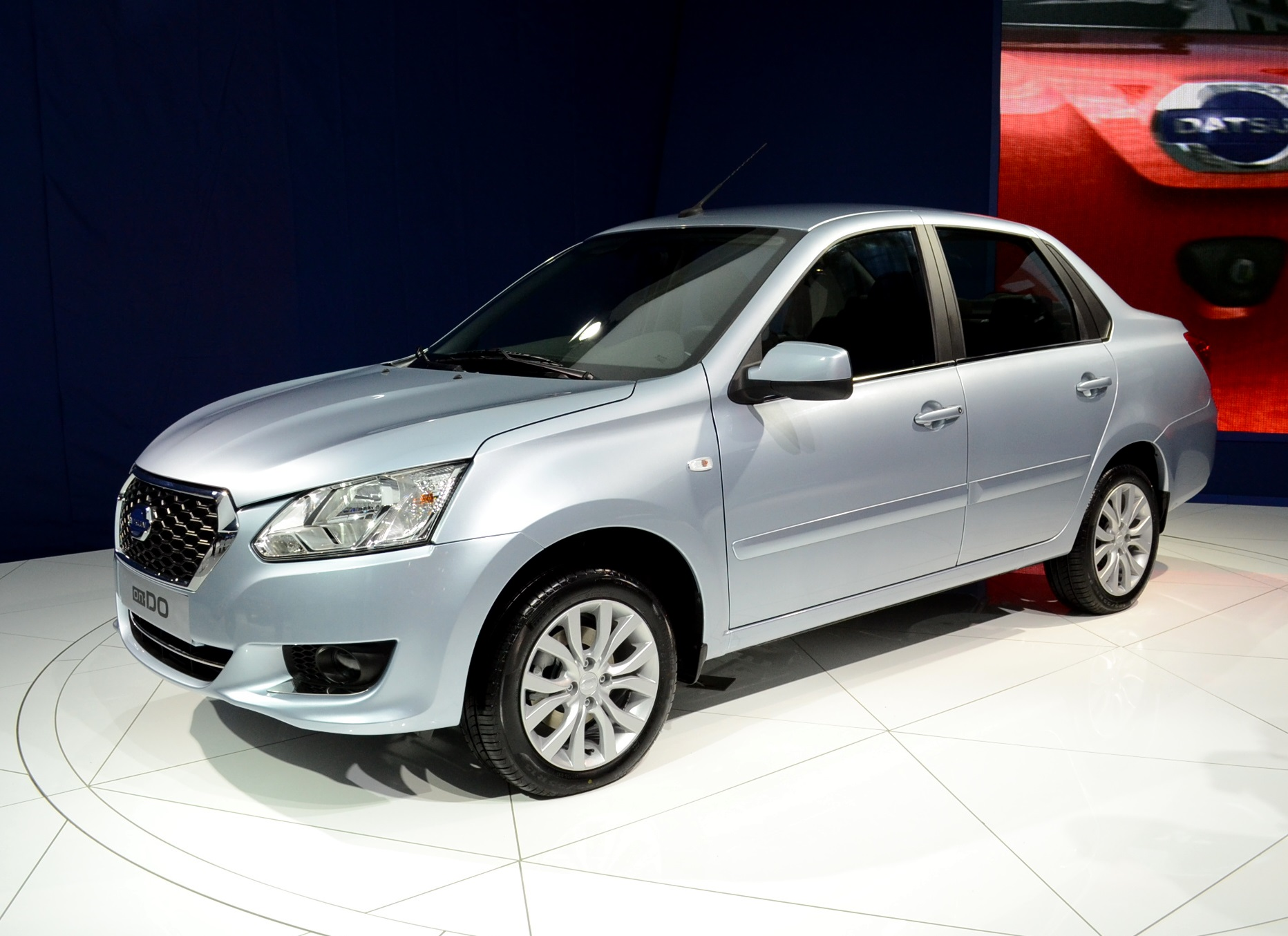
Datsun on-Do
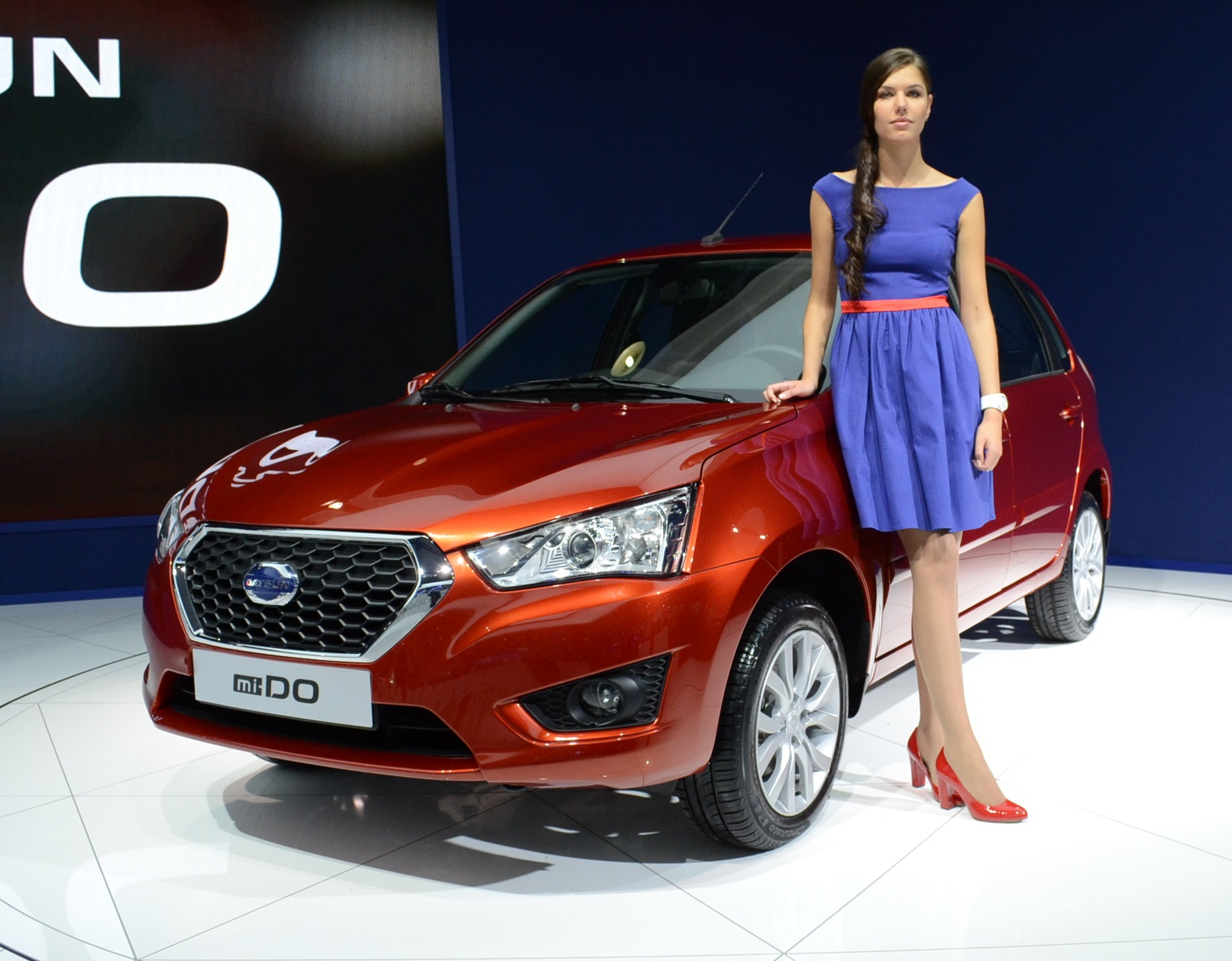
Datsun mi-Do
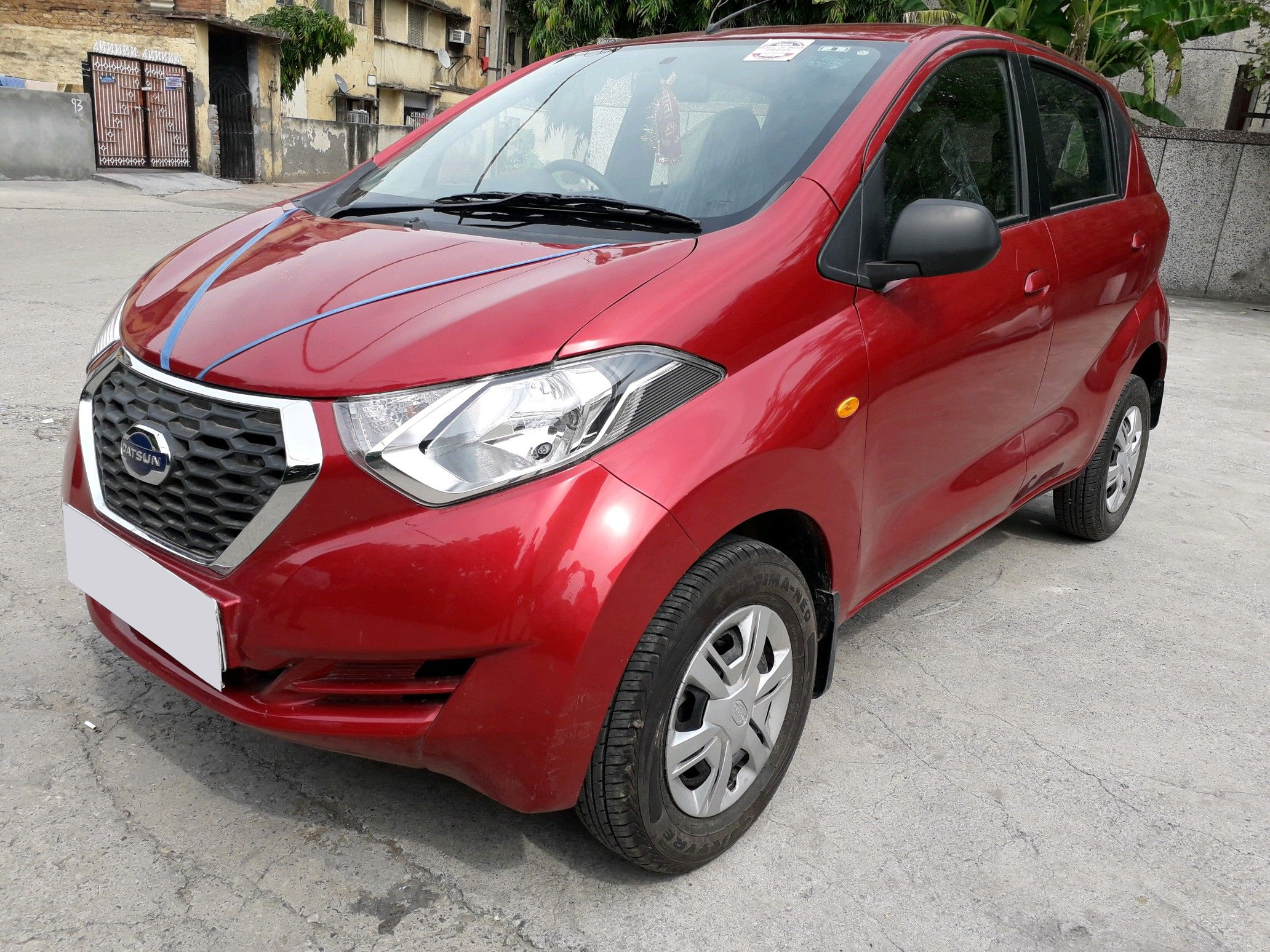
Datsun redi-Go

## Einde van het budgetmerk
Na het ontslag van voormalig topman Carlos Ghosn volgde bij Nissan een herstructureringsprogramma. In 2020 werd de Datsun-productie in Indonesië en Rusland stopgezet maar kreeg de in 2016 gepresenteerde redi-Go nog wel een facelift. Twee jaar later werd ook het productie-einde van dit model, dat enkel voor India in Chennai werd gebouwd, aangekondigd. Daarmee kwam er na nog geen tien jaar opnieuw een einde aan het merk Datsun. De herintroductie van het merk had niet het gehoopte succes gebracht. Volgens Autocar India werden de Indiase consumenten afgeschrikt door de goedkope afwerking, eenvoudige uitrusting en slechte Global NCAP-botsproefresultaten.